# سارة غريني (ممثل مسرحي)
سارة غريني (بالإنجليزية: Sarah Greene)‏ (و. 1984  م) هي ممثلة مسرحية، وممثلة أفلام أيرلندية، ولدت في كورك.

## جوائز وترشيحات
حصلت على جوائز منها:
- نيشان الفنون والآداب من رتبة قائد (17 يناير 2013)[6]
- جائزة المنافسة العامة  [لغات أخرى]‏ (1946)

ترشحت لـ:
جائزة توني لأفضل ممثلة بارزة في مسرحية ‏ (2014).

## وصلات خارجية
- سارة غريني على موقع IMDb (الإنجليزية)
- سارة غريني على موقع ألو سيني (الفرنسية)
- سارة غريني على موقع أول موفي (الإنجليزية)
- سارة غريني على موقع قاعدة بيانات برودواي على الإنترنت (الإنجليزية)
- سارة غريني على موقع قاعدة بيانات الفيلم (الإنجليزية)
- سارة غريني على موقع كينوبويسك (الروسية)